# Equipe Ideal da América
A Equipe Ideal da Sul América é eleito desde 1986 pelo El País, jornal de Uruguai, sobre a base dos votos remetidos pelos jornalistas desportivos especializados de todo o continente. Somente os futebolistas que jogam em clubes americanos são de eleição.
As formações são 4-3-3 a partir de 1986 até 1991 (excepto em 1989 em que era 4-4-2); então ficou como formação o 4-4-2 desde 1992 até 2001 (excepto 1999, em que era 3-5-2). Em 2002 e 2003 as formações foram 3-4-3, e em 2004 voltou-se a um 4-3-3 até 2011, excetuando 2010 onde foi 4-4-2. Em 2012 voltou-se ao 4-4-2, e desde 2013 até 2015 a formação é 3-4-3.

## Edições

### 1986
| Equipa Ideal 1986 | Equipa Ideal 1986  | Equipa Ideal 1986  |
| Pos.              | Futebolista        | Equipa             |
| ----------------- | ------------------ | ------------------ |
| GOL               | Nery Pumpido       | River Plate        |
| DEF               | Josimar            | Botafogo           |
| DEF               | Nelson Gutiérrez   | River Plate        |
| DEF               | Oscar Ruggeri      | River Plate        |
| DEF               | José Luis Cuciuffo | Vélez Sarsfield    |
| MED               | Héctor Enrique     | River Plate        |
| MED               | Sergio Batista     | Argentinos Juniors |
| MED               | Julio César Romero | Fluminense         |
| ATA               | Antonio Alzamendi  | River Plate        |
| ATA               | Careca             | São Paulo          |
| ATA               | Roberto Cabañas    | América de Cali    |

### 1987
| Equipa Ideal 1987 | Equipa Ideal 1987 | Equipa Ideal 1987         |
| Pos.              | Futebolista       | Equipa                    |
| ----------------- | ----------------- | ------------------------- |
| GOL               | Eduardo Pereira   | Peñarol                   |
| DEF               | Josimar           | Botafogo                  |
| DEF               | Nelson Gutiérrez  | River Plate               |
| DEF               | Obdulio Trasante  | Peñarol                   |
| DEF               | Alfonso Domínguez | Peñarol                   |
| MED               | Ricardo Giusti    | Independiente             |
| MED               | José Perdomo      | Peñarol                   |
| MED               | Rubén Paz         | Racing Club · Racing Club |
| MED               | Carlos Valderrama | Deportivo Cali            |
| ATA               | Antonio Alzamendi | River Plate               |
| ATA               | Diego Aguirre     | Peñarol                   |

### 1988
| Equipa Ideal 1988 | Equipa Ideal 1988      | Equipa Ideal 1988   |
| Pos.              | Futebolista            | Equipa              |
| ----------------- | ---------------------- | ------------------- |
| GOL               | Jorge Serei            | Nacional            |
| DEF               | José Pintos Saldanha   | Nacional            |
| DEF               | Fernando Astengo       | Grêmio              |
| DEF               | Hugo de León           | Logroñés · Nacional |
| DEF               | Alfonso Domínguez      | Peñarol             |
| MED               | Geovani Faria da Silva | Vasco da Gama       |
| MED               | Sergio Batista         | River Plate         |
| MED               | Rubén Paz              | Racing Clube        |
| ATA               | Ernesto Vargas         | Nacional            |
| ATA               | Rubén da Silva         | Danubio             |
| ATA               | Arnoldo Iguarán        | Millonarios         |

### 1989
| Equipa Ideal 1989 | Equipa Ideal 1989    | Equipa Ideal 1989      |
| Pos.              | Futebolista          | Equipa                 |
| ----------------- | -------------------- | ---------------------- |
| GOL               | René Higuita         | Atlético Nacional      |
| DEF               | Mazinho              | Vasco da Gama          |
| DEF               | Juan Simón           | Boca Juniors           |
| DEF               | Andrés Escobar       | Atlético Nacional      |
| DEF               | Alfonso Domínguez    | Peñarol                |
| MED               | Santiago Ostolaza    | Nacional               |
| MED               | Sergio Batista       | River Plate            |
| MED               | Álex Aguinaga        | Deportivo Quito Necaxa |
| MED               | Ricardo Bochini      | Independiente          |
| ATA               | Bebeto               | Flamengo Vasco da Gama |
| ATA               | Carlos Alfaro Moreno | Independiente          |

### 1990
| Equipa Ideal 1990 | Equipa Ideal 1990    | Equipa Ideal 1990 |
| Pos.              | Futebolista          | Equipa            |
| ----------------- | -------------------- | ----------------- |
| GOL               | René Higuita         | Atlético Nacional |
| DEF               | Fabián Basualdo      | River Plate       |
| DEF               | Juan Simón           | Boca Juniors      |
| DEF               | Felipe Revelez       | Nacional          |
| DEF               | Carlos Enrique       | River Plate       |
| MED               | Leonel Álvarez       | Atlético Nacional |
| MED               | Santiago Ostolaza    | Nacional          |
| MED               | Luis Alberto Monzón  | Olimpia           |
| ATA               | Rubén da Silva       | River Plate       |
| ATA               | Raúl Vicente Amarela | Olimpia           |
| ATA               | Adriano Samaniego    | Olimpia           |

### 1991
| Equipa Ideal 1991 | Equipa Ideal 1991       | Equipa Ideal 1991     |
| Pos.              | Futebolista             | Equipa                |
| ----------------- | ----------------------- | --------------------- |
| GOL               | Patricio Toledo         | Universidad Católica  |
| DEF               | Gabriel Mendoza         | Colo-Colo             |
| DEF               | José Del Solar          | Universidad Católica  |
| DEF               | Oscar Ruggeri           | Vélez Sarsfield       |
| DEF               | Hólger Quiñónez         | Emelec                |
| MED               | Leonardo Astrada        | River Plate           |
| MED               | Juan José Borrelli      | River Plate           |
| MED               | Diego Latorre           | Boca Juniors          |
| ATA               | Mário Tilico            | Cruzeiro              |
| ATA               | Julio César Dely Valdés | Nacional              |
| ATA               | Ramón Díaz              | AS Monaco River Plate |

### 1992
| Equipa Ideal 1992 | Equipa Ideal 1992   | Equipa Ideal 1992        |
| Pos.              | Futebolista         | Equipa                   |
| ----------------- | ------------------- | ------------------------ |
| GOL               | Sergio Goycochea    | Cerro Porteño Olimpia    |
| DEF               | Cafú                | São Paulo                |
| DEF               | Fernando Gamboa     | Newell's Old Boys        |
| DEF               | Fernando Cáceres    | River Plate              |
| DEF               | Julio César Saldaña | Newell's Old Boys        |
| MED               | Júnior              | Cruzeiro                 |
| MED               | Boiadeiro           | Flamengo                 |
| MED               | Alberto Márcico     | Toulouse FC Boca Juniors |
| MED               | Raí                 | São Paulo                |
| ATA               | Alberto Acosta      | San Lorenzo              |
| ATA               | Renato Gaúcho       | Botafogo Cruzeiro        |

### 1993
| Equipa Ideal 1993 | Equipa Ideal 1993        | Equipa Ideal 1993            |
| Pos.              | Futebolista              | Equipa                       |
| ----------------- | ------------------------ | ---------------------------- |
| GOL               | Sergio Goycochea         | Olimpia River Plate          |
| DEF               | Cafú                     | São Paulo                    |
| DEF               | Luis Carlos Perea        | Indepte. Medellín            |
| DEF               | Fernando Kanapkis        | Mandiyú                      |
| DEF               | Luis Capurro             | Cerro Porteño                |
| MED               | Carlos Valderrama        | Junior                       |
| MED               | Leonel Álvarez           | América de Cali              |
| MED               | Diego Maradona           | Sevilla FC Newell's Old Boys |
| MED               | Marco Antonio Etcheverry | Bolivar Colo-Colo            |
| MED               | Freddy Rincón            | América de Cali              |
| ATA               | Müller                   | São Paulo                    |

### 1994
| Equipa Ideal 1994 | Equipa Ideal 1994   | Equipa Ideal 1994      |
| Pos.              | Futebolista         | Equipa                 |
| ----------------- | ------------------- | ---------------------- |
| GOL               | José Luis Chilavert | Vélez Sarsfield        |
| DEF               | Cafú                | São Paulo              |
| DEF               | Roberto Ayala       | River Plate            |
| DEF               | Ricardo Rocha       | Vasco de Gama          |
| DEF               | Branco              | Corinthians Fluminense |
| MED               | Enzo Francescoli    | Torino FC River Plate  |
| MED               | Zinho               | Palmeiras              |
| MED               | Ariel Ortega        | River Plate            |
| MED               | Albeiro Usuriaga    | Independiente          |
| ATA               | Sebastián Rambert   | Independiente          |
| ATA               | Gustavo López       | Independiente          |

### 1995
| Equipa Ideal 1995 | Equipa Ideal 1995   | Equipa Ideal 1995                    |
| Pos.              | Futebolista         | Equipa                               |
| ----------------- | ------------------- | ------------------------------------ |
| GOL               | José Luis Chilavert | Vélez Sarsfield                      |
| DEF               | Cafú                | Real Zaragoza EC Juventude Palmeiras |
| DEF               | Roberto Trotta      | Vélez Sarsfield                      |
| DEF               | Carlos Gamarra      | SC Internacional                     |
| DEF               | Luis Capurro        | Emelec                               |
| MED               | Leonel Álvarez      | América de Cali                      |
| MED               | Álex Aguinaga       | Necaxa                               |
| MED               | Enzo Francescoli    | River Plate                          |
| MED               | Diego Maradona      | Boca Juniors                         |
| ATA               | Romário             | Flamengo                             |
| ATA               | Edmundo             | Palmeiras Flamengo                   |

### 1996
| Equipa Ideal 1996 | Equipa Ideal 1996   | Equipa Ideal 1996                |
| Pos.              | Futebolista         | Equipa                           |
| ----------------- | ------------------- | -------------------------------- |
| GOL               | José Luis Chilavert | Vélez Sarsfield                  |
| DEF               | Francisco Arce      | Grêmio                           |
| DEF               | Celso Ayala         | River Plate                      |
| DEF               | Carlos Gamarra      | SC Internacional                 |
| DEF               | Juan Pablo Sorín    | River Plate                      |
| MED               | Roberto Acuña       | Independiente                    |
| MED               | Palhinha            | Cruzeiro                         |
| MED               | Carlos Valderrama   | Tampa Bay Mutiny Deportivo Cali  |
| MED               | Enzo Francescoli    | River Plate                      |
| ATA               | Ariel Ortega        | River Plate                      |
| ATA               | Marcelo Salas       | Universidad de Chile River Plate |

### 1997
| Equipa Ideal 1997 | Equipa Ideal 1997   | Equipa Ideal 1997             |
| Pos.              | Futebolista         | Equipa                        |
| ----------------- | ------------------- | ----------------------------- |
| GOL               | José Luis Chilavert | Vélez Sarsfield               |
| DEF               | Francisco Arce      | Grêmio                        |
| DEF               | Celso Ayala         | River Plate                   |
| DEF               | Jorge Bermúdez      | SL Benfica Boca Juniors       |
| DEF               | Nolberto Solano     | Sporting Cristal Boca Juniors |
| MED               | Leonardo Astrada    | River Plate                   |
| MED               | Denílson            | São Paulo                     |
| MED               | Marcelo Gallardo    | River Plate                   |
| MED               | Enzo Francescoli    | River Plate                   |
| ATA               | Marcelo Salas       | River Plate                   |
| ATA               | Edmundo             | Vasco da Gama                 |

### 1998
| Equipa Ideal 1998 | Equipa Ideal 1998   | Equipa Ideal 1998  |
| Pos.              | Futebolista         | Equipa             |
| ----------------- | ------------------- | ------------------ |
| GOL               | José Luis Chilavert | Vélez Sarsfield    |
| DEF               | Francisco Arce      | Palmeiras          |
| DEF               | Carlos Gamarra      | Corinthians        |
| DEF               | Jorge Bermúdez      | Boca Juniors       |
| DEF               | Felipe              | Vasco da Gama      |
| MED               | Diego Cagna         | Boca Juniors       |
| MED               | Mauricio Serna      | Boca Juniors       |
| MED               | Marcelo Gallardo    | River Plate        |
| MED               | Marcelinho Carioca  | Corinthians        |
| ATA               | Martín Palermo      | Boca Juniors       |
| ATA               | Luis Hernández      | Necaxa Tigres UANL |

### 1999
| Equipa Ideal 1999 | Equipa Ideal 1999   | Equipa Ideal 1999 |
| Pos.              | Futebolista         | Equipa            |
| ----------------- | ------------------- | ----------------- |
| GOL               | José Luis Chilavert | Vélez Sarsfield   |
| DEF               | Francisco Arce      | Palmeiras         |
| DEF               | Iván Ramiro Córdoba | San Lorenzo       |
| DEF               | Walter Samuel       | Boca Juniors      |
| MED               | Vampeta             | Corinthians       |
| MED               | Alex                | Palmeiras         |
| MED               | Juan Román Riquelme | Boca Juniors      |
| MED               | Pablo Aimar         | River Plate       |
| MED               | Freddy Rincón       | Corinthians       |
| ATA               | Ronaldinho          | Grêmio            |
| ATA               | Javier Saviola      | River Plate       |

### 2000
| Equipa Ideal 2000 | Equipa Ideal 2000   | Equipa Ideal 2000        |
| Pos.              | Futebolista         | Equipa                   |
| ----------------- | ------------------- | ------------------------ |
| GOL               | Óscar Córdoba       | Boca Juniors             |
| DEF               | Francisco Arce      | Palmeiras                |
| DEF               | Carlos Gamarra      | Atlético Madrid Flamengo |
| DEF               | Jorge Bermúdez      | Boca Juniors             |
| DEF               | Juan Pablo Sorín    | Cruzeiro                 |
| MED               | Mauricio Serna      | Boca Juniors             |
| MED               | Juan Román Riquelme | Boca Juniors             |
| MED               | Pablo Aimar         | River Plate              |
| MED               | Juninho Paulista    | Vasco da Gama            |
| ATA               | Romário             | Vasco da Gama            |
| ATA               | Martín Palermo      | Boca Juniors             |

### 2001
| Equipa Ideal 2001 | Equipa Ideal 2001   | Equipa Ideal 2001 |
| Pos.              | Futebolista         | Equipa            |
| ----------------- | ------------------- | ----------------- |
| GOL               | Óscar Córdoba       | Boca Juniors      |
| DEF               | Francisco Arce      | Palmeiras         |
| DEF               | Mario Yepes         | River Plate       |
| DEF               | Alejandro Lembo     | Nacional          |
| DEF               | Juan Pablo Sorín    | Cruzeiro          |
| MED               | Mauricio Serna      | Boca Juniors      |
| MED               | Juan Román Riquelme | Boca Juniors      |
| MED               | Ariel Ortega        | River Plate       |
| MED               | Andrés D'Alessandro | River Plate       |
| MED               | Juninho Paulista    | Vasco da Gama     |
| ATA               | Romário             | Vasco da Gama     |

### 2002
| Equipa Ideal 2002 | Equipa Ideal 2002   | Equipa Ideal 2002 |
| Pos.              | Futebolista         | Equipa            |
| ----------------- | ------------------- | ----------------- |
| GOL               | Sebastián Saja      | San Lorenzo       |
| DEF               | Francisco Arce      | Palmeiras         |
| DEF               | Gabriel Milito      | Independiente     |
| DEF               | Alejandro Lembo     | Nacional          |
| MED               | Sergio Órteman      | Olimpia           |
| MED               | Kaká                | São Paulo         |
| MED               | Freddy Grisales     | Atlético Nacional |
| MED               | Andrés D'Alessandro | River Plate       |
| ATA               | Marcelo Delgado     | Boca Juniors      |
| ATA               | José Cardozo        | Toluca            |
| ATA               | Robinho             | Santos            |

### 2003
| Equipa Ideal 2003 | Equipa Ideal 2003     | Equipa Ideal 2003 |
| Pos.              | Futebolista           | Equipa            |
| ----------------- | --------------------- | ----------------- |
| GOL               | Roberto Abbondanzieri | Boca Juniors      |
| DEF               | Elano                 | Santos            |
| DEF               | Rolando Schiavi       | Boca Juniors      |
| DEF               | Clemente Rodríguez    | Boca Juniors      |
| MED               | Sebastián Battaglia   | Boca Juniors      |
| MED               | Marcelo Sosa          | Danubio           |
| MED               | Diego                 | Santos            |
| MED               | Alex                  | Cruzeiro          |
| ATA               | Carlos Tévez          | Boca Juniors      |
| ATA               | José Cardozo          | Toluca            |
| ATA               | Robinho               | Santos            |

### 2004
| Equipa Ideal 2004 | Equipa Ideal 2004 | Equipa Ideal 2004 |
| Pos.              | Futebolista       | Equipa            |
| ----------------- | ----------------- | ----------------- |
| GOL               | Juan Carlos Henao | Once Caldas       |
| DEF               | Cicinho           | São Paulo         |
| DEF               | Diego Lugano      | São Paulo         |
| DEF               | Rolando Schiavi   | Boca Juniors      |
| DEF               | Léo               | Santos            |
| MED               | Javier Mascherano | River Plate       |
| MED               | Elano             | Santos            |
| MED               | Lucho González    | River Plate       |
| ATA               | Carlos Tévez      | Boca Juniors      |
| ATA               | José Cardozo      | Toluca            |
| ATA               | Robinho           | Santos            |

### 2005
| Equipa Ideal 2005 | Equipa Ideal 2005 | Equipa Ideal 2005        |
| Pos.              | Futebolista       | Equipa                   |
| ----------------- | ----------------- | ------------------------ |
| GOL               | Rogério Ceni      | São Paulo                |
| DEF               | Cicinho           | São Paulo                |
| DEF               | Diego Lugano      | São Paulo                |
| DEF               | Carlos Gamarra    | Internazionale Palmeiras |
| DEF               | Gustavo Nery      | Corinthians              |
| MED               | Javier Mascherano | River Plate Corinthians  |
| MED               | Fernando Gago     | Boca Juniors             |
| MED               | Daniel Bilos      | Banfield Boca Juniors    |
| ATA               | Carlos Tévez      | Corinthians              |
| ATA               | Rodrigo Palacio   | Boca Juniors             |
| ATA               | Sergio Agüero     | Independiente            |

### 2006
| Equipa Ideal 2006 | Equipa Ideal 2006    | Equipa Ideal 2006                      |
| Pos.              | Futebolista          | Equipa                                 |
| ----------------- | -------------------- | -------------------------------------- |
| GOL               | Rogério Ceni         | São Paulo                              |
| DEF               | Hugo Ibarra          | Boca Juniors                           |
| DEF               | Daniel Díaz          | Boca Juniors                           |
| DEF               | Fabão                | São Paulo                              |
| MED               | Fernando Gago        | Boca Juniors                           |
| MED               | Juan Sebastián Verón | Internazionale Estudiantes de La Plata |
| MED               | Matías Fernández     | Colo-Colo                              |
| MED               | Rodrigo Palacio      | Boca Juniors                           |
| ATA               | Gonzalo Higuaín      | River Plate                            |
| ATA               | Humberto Suazo       | Colo-Colo                              |
| ATA               | Fernandão            | SC Internacional                       |

### 2007
| Equipa Ideal 2007 | Equipa Ideal 2007       | Equipa Ideal 2007       |
| Pos.              | Futebolista             | Equipa                  |
| ----------------- | ----------------------- | ----------------------- |
| GOL               | Guillermo Ochoa         | América                 |
| DEF               | Hugo Ibarra             | Boca Juniors            |
| DEF               | Paulo Da Silva          | Toluca                  |
| DEF               | Claudio Morel Rodríguez | Boca Juniors            |
| MED               | Jorge Valdivia          | Palmeiras               |
| MED               | Éver Banega             | Boca Juniors            |
| MED               | Juan Sebastián Verón    | Estudiantes de La Plata |
| MED               | Juan Román Riquelme     | Boca Juniors            |
| ATA               | Carlos Villanueva       | Audax Italiano          |
| ATA               | Salvador Cabañas        | América                 |
| ATA               | Radamel Falcao García   | River Plate             |

### 2008
| Equipa Ideal 2008 | Equipa Ideal 2008       | Equipa Ideal 2008            |
| Pos.              | Futebolista             | Equipa                       |
| ----------------- | ----------------------- | ---------------------------- |
| GOL               | José Francisco Cevallos | Liga de Quito                |
| DEF               | Marcos Angeleri         | Estudiantes de La Plata      |
| DEF               | Julio César Cáceres     | Boca Juniors                 |
| DEF               | Thiago Silva            | Fluminense                   |
| DEF               | Claudio Morel Rodríguez | Boca Juniors                 |
| MED               | Andrés D'Alessandro     | San Lorenzo SC Internacional |
| MED               | Juan Sebastián Verón    | Estudiantes de La Plata      |
| MED               | Juan Román Riquelme     | Boca Juniors                 |
| ATA               | Alex                    | SC Internacional             |
| ATA               | Nilmar                  | SC Internacional             |
| ATA               | Salvador Cabañas        | América                      |

### 2009
| Equipa Ideal 2009 | Equipa Ideal 2009    | Equipa Ideal 2009                 |
| Pos.              | Futebolista          | Equipa                            |
| ----------------- | -------------------- | --------------------------------- |
| GOL               | Miguel Pinto         | Universidad de Chile              |
| DEF               | Néicer Reasco        | Liga de Quito                     |
| DEF               | Leandro Desábato     | Estudiantes de La Plata           |
| DEF               | Nicolás Otamendi     | Vélez Sarsfield                   |
| MED               | Gary Medel           | Universidad Católica Boca Juniors |
| MED               | Nicolás Lodeiro      | Nacional                          |
| MED               | Edison Méndez        | PSV Eindhoven Liga de Quito       |
| MED               | Juan Sebastián Verón | Estudiantes de La Plata           |
| ATA               | Humberto Suazo       | Monterrey                         |
| ATA               | Salvador Cabañas     | América                           |
| ATA               | Claudio Bieler       | Liga de Quito                     |

### 2010
| Equipa Ideal 2010 | Equipa Ideal 2010    | Equipa Ideal 2010       |
| Pos.              | Futebolista          | Equipa                  |
| ----------------- | -------------------- | ----------------------- |
| GOL               | Hilario Navarro      | Independiente           |
| DEF               | Néicer Reasco        | Liga de Quito           |
| DEF               | Leandro Desábato     | Estudiantes de La Plata |
| DEF               | Mauricio Victorino   | Universidad de Chile    |
| MED               | Egidio Arévalo Ríos  | Peñarol                 |
| MED               | Giuliano             | SC Internacional        |
| MED               | Andrés D'Alessandro  | SC Internacional        |
| MED               | Juan Sebastián Verón | Estudiantes de La Plata |
| MED               | Darío Conca          | Fluminense              |
| ATA               | Santiago Silva       | Vélez Sarsfield         |
| ATA               | Neymar               | Santos                  |

### 2011
| Equipa Ideal 2011 | Equipa Ideal 2011   | Equipa Ideal 2011              |
| Pos.              | Futebolista         | Equipa                         |
| ----------------- | ------------------- | ------------------------------ |
| GOL               | Johnny Herrera      | Universidad de Chile           |
| DEF               | Néicer Reasco       | Liga de Quito                  |
| DEF               | Marcos González     | Universidad de Chile           |
| DEF               | Rolando Schiavi     | Newell's Old Boys Boca Juniors |
| DEF               | Clemente Rodríguez  | Boca Juniors                   |
| MED               | Egidio Arévalo Ríos | Botafogo Club Tijuana          |
| MED               | Juan Román Riquelme | Boca Juniors                   |
| MED               | Ganso               | Santos                         |
| ATA               | Eduardo Vargas      | Universidad de Chile           |
| ATA               | Neymar              | Santos                         |
| ATA               | Hernán Barcos       | Liga de Quito                  |

### 2012
| Equipa Ideal 2012 | Equipa Ideal 2012  | Equipa Ideal 2012         |
| Pos.              | Futebolista        | Equipa                    |
| ----------------- | ------------------ | ------------------------- |
| GOL               | Agustín Orion      | Boca Juniors              |
| DEF               | Matías Rodríguez   | Universidad de Chile      |
| DEF               | Osvaldo González   | Universidad de Chile      |
| DEF               | Aquivaldo Mosquera | América                   |
| DEF               | Yoshimar Yotún     | Sporting Cristal          |
| MED               | Pablo Guiñazú      | SC Internacional          |
| MED               | Charles Aránguiz   | Universidad de Chile      |
| MED               | Walter Montillo    | Cruzeiro                  |
| MED               | Ronaldinho         | Flamengo Atlético Mineiro |
| ATA               | Neymar             | Santos                    |
| ATA               | Paolo Guerrero     | Hamburg SV Corinthians    |

### 2013
| Equipa Ideal 2013 | Equipa Ideal 2013 | Equipa Ideal 2013                  |
| Pos.              | Futebolista       | Equipa                             |
| ----------------- | ----------------- | ---------------------------------- |
| GOL               | Martin Silva      | Olimpia                            |
| DEF               | Marcos Rocha      | Atlético Mineiro                   |
| DEF               | Réver             | Atlético Mineiro                   |
| DEF               | Paolo Goltz       | Lanús                              |
| MED               | Maxi Rodríguez    | Newell's Old Boys                  |
| MED               | Éverton Ribeiro   | Cruzeiro                           |
| MED               | Bernard           | Atlético Mineiro Shakthar Donetsk  |
| MED               | Ronaldinho        | Atlético Mineiro                   |
| ATA               | Neymar            | Santos FC Barcelona                |
| ATA               | Ignacio Scocco    | Newell's Old Boys SC Internacional |
| ATA               | Jô                | Atlético Mineiro                   |

### 2014
| Equipa Ideal 2014 | Equipa Ideal 2014   | Equipa Ideal 2014              |
| Pos.              | Futebolista         | Equipa                         |
| ----------------- | ------------------- | ------------------------------ |
| GOL               | Sebastian Torrico   | San Lorenzo                    |
| DEF               | Daniel Bocanegra    | Atlético Nacional              |
| DEF               | Santiago Gentiletti | San Lorenzo SS Lazio           |
| DEF               | Leonel Vangioni     | River Plate                    |
| MED               | Carlos Sánchez      | Puebla River Plate             |
| MED               | Charles Aránguiz    | SC Internacional               |
| MED               | Néstor Ortigoza     | San Lorenzo                    |
| MED               | Leonardo Pisculichi | Argentinos Juniors River Plate |
| ATA               | Ignacio Piatti      | San Lorenzo Montreal Impact    |
| ATA               | Edwin Cardona       | Atlético Nacional              |
| ATA               | Teófilo Gutiérrez   | River Plate                    |

### 2015
| Equipa Ideal 2015 | Equipa Ideal 2015   | Equipa Ideal 2015      |
| Pos.              | Futebolista         | Equipa                 |
| ----------------- | ------------------- | ---------------------- |
| GOL               | Marcelo Barovero    | River Plate            |
| DEF               | Gabriel Mercado     | River Plate            |
| DEF               | Jonatan Maidana     | River Plate            |
| DEF               | Ramiro Funes Mori   | River Plate Everton FC |
| MED               | Carlos Sánchez      | River Plate            |
| MED               | Egidio Arévalo Ríos | Tigres UANL            |
| MED               | Matías Kranevitter  | River Plate            |
| MED               | Luis Manuel Seijas  | Independiente Santa Fe |
| ATA               | Carlos Tévez        | Juventus Boca Juniors  |
| ATA               | Gustavo Bou         | Racing Club            |
| ATA               | Miller Bolaños      | Emelec                 |

### 2016
| Equipa Ideal 2016 | Equipa Ideal 2016 | Equipa Ideal 2016                   |
| Pos.              | Futebolista       | Equipa                              |
| ----------------- | ----------------- | ----------------------------------- |
| GOL               | Franco Armani     | Atlético Nacional                   |
| DEF               | Daniel Bocanegra  | Atlético Nacional                   |
| DEF               | Yerry Mina        | Independiente Santa Fe Palmeiras    |
| DEF               | Arturo Mina       | Independiente del Valle River Plate |
| DEF               | Farid Díaz        | Atlético Nacional                   |
| MED               | Alejandro Guerra  | Atlético Nacional                   |
| MED               | Sebastián Pérez   | Atlético Nacional Boca Juniors      |
| MED               | Macnelly Torres   | Atlético Nacional                   |
| ATA               | Gabriel Jesus     | Palmeiras                           |
| ATA               | Carlos Tévez      | Boca Juniors                        |
| ATA               | Miguel Borja      | Cortuluá Atlético Nacional          |

### 2017
| Equipa Ideal 2017 | Equipa Ideal 2017  | Equipa Ideal 2017 |
| Pos.              | Futebolista        | Equipa            |
| ----------------- | ------------------ | ----------------- |
| GOL               | Marcelo Grohe      | Grêmio            |
| DEF               | José Luis Gómez    | Lanús             |
| DEF               | Diego Braghieri    | Lanús             |
| DEF               | Pedro Geromel      | Grêmio            |
| DEF               | Nicolás Tagliafico | Independiente     |
| MED               | Arthur             | Grêmio            |
| MED               | Luan               | Grêmio            |
| MED               | Esequiel Barco     | Independiente     |
| ATA               | Paolo Guerrero     | Flamengo          |
| ATA               | Lautaro Acosta     | Lanús             |
| ATA               | José Sand          | Lanús             |

### 2018
| Equipa Ideal 2018 | Equipa Ideal 2018      | Equipa Ideal 2018 |
| Pos.              | Futebolista            | Equipa            |
| ----------------- | ---------------------- | ----------------- |
| GOL               | Franco Armani          | River Plate       |
| DEF               | Jonatan Maidana        | River Plate       |
| DEF               | Pedro Geromel          | Grêmio            |
| DEF               | Walter Kannemann       | Grêmio            |
| MED               | Nahitan Nández         | Boca Juniors      |
| MED               | Wilmar Barrios         | Boca Juniors      |
| MED               | Exequiel Palacios      | River Plate       |
| MED               | Gonzalo Martínez       | River Plate       |
| MED               | Dudú                   | Palmeiras         |
| MED               | Juan Fernando Quintero | River Plate       |
| ATA               | Darío Benedetto        | Boca Juniors      |

### 2019
| Equipa Ideal 2019 | Equipa Ideal 2019      | Equipa Ideal 2019        |
| Pos.              | Futebolista            | Equipa                   |
| ----------------- | ---------------------- | ------------------------ |
| GOL               | Franco Armani          | River Plate              |
| DEF               | Rafinha                | FC Bayern Flamengo       |
| DEF               | Rodrigo Caio           | Flamengo                 |
| DEF               | Javier Pinola          | River Plate              |
| DEF               | Filipe Luís            | Atlético Madrid Flamengo |
| MED               | Enzo Pérez             | River Plate              |
| MED               | Ignacio Fernández      | River Plate              |
| MED               | Éverton                | Grêmio                   |
| MED               | Giorgian De Arrascaeta | Flamengo                 |
| ATA               | Bruno Henrique         | Flamengo                 |
| ATA               | Gabriel Barbosa        | Flamengo                 |

### 2020
| Equipa Ideal 2020 | Equipa Ideal 2020   | Equipa Ideal 2020 |
| Pos.              | Futebolista         | Equipa            |
| ----------------- | ------------------- | ----------------- |
| GOL               | Weverton            | Palmeiras         |
| DEF               | Gonzalo Montiel     | River Plate       |
| DEF               | Lucas Verissimo     | Santos            |
| DEF               | Gustavo Gómez       | Palmeiras         |
| DEF               | Matías Viña         | Palmeiras         |
| MED               | Enzo Pérez          | River Plate       |
| MED               | Ignacio Fernández   | River Plate       |
| MED               | Yeferson Soteldo    | Santos            |
| MED               | Marinho             | Santos            |
| ATA               | Rafael Santos Borré | River Plate       |
| ATA               | Rony                | Palmeiras         |

### 2021
| Equipa Ideal 2021 | Equipa Ideal 2021      | Equipa Ideal 2021 |
| Pos.              | Futebolista            | Equipa            |
| ----------------- | ---------------------- | ----------------- |
| GOL               | Weverton               | Palmeiras         |
| DEF               | Byron Castillo         | Barcelona SC      |
| DEF               | Gustavo Gómez          | Palmeiras         |
| DEF               | Junior Alonso          | Atlético Mineiro  |
| DEF               | Guilherme Arana        | Atlético Mineiro  |
| MED               | Willian Arão           | Flamengo          |
| MED               | Raphael Veiga          | Palmeiras         |
| MED               | Giorgian de Arrascaeta | Flamengo          |
| ATA               | Julián Álvarez         | River Plate       |
| ATA               | Gabriel Barbosa        | Flamengo          |
| ATA               | Hulk                   | Atlético Mineiro  |

### 2022
| Equipa Ideal 2022 | Equipa Ideal 2022      | Equipa Ideal 2022           |
| Pos.              | Futebolista            | Equipa                      |
| ----------------- | ---------------------- | --------------------------- |
| GOL               | Weverton               | Palmeiras                   |
| DEF               | Gustavo Gómez          | Palmeiras                   |
| DEF               | David Luiz             | Flamengo                    |
| DEF               | Thiago Heleno          | Athletico Paranaense        |
| MED               | Everton Ribeiro        | Flamengo                    |
| MED               | Gustavo Scarpa         | Palmeiras                   |
| MED               | Lorenzo Faravelli      | Independiente del Valle     |
| MED               | Giorgian de Arrascaeta | Flamengo                    |
| ATA               | Gabriel Barbosa        | Flamengo                    |
| ATA               | Pedro                  | Flamengo                    |
| ATA               | Julián Álvarez         | River Plate Manchester City |

### 2023
| Equipa Ideal 2023 | Equipa Ideal 2023  | Equipa Ideal 2023 |
| Pos.              | Futebolista        | Equipa            |
| ----------------- | ------------------ | ----------------- |
| GOL               | Sergio Romero      | Boca Juniors      |
| DEF               | Luis Advincula     | Boca Juniors      |
| DEF               | Nino               | Fluminense        |
| DEF               | Gustavo Gómez      | Palmeiras         |
| DEF               | Joaquín Piquerez   | Palmeiras         |
| MED               | Jhon Arias         | Fluminense        |
| MED               | André              | Fluminense        |
| MED               | Alan Patrick       | SC Internacional  |
| MED               | Nicolás de la Cruz | River Plate       |
| ATA               | Germán Cano        | Fluminense        |
| ATA               | Luis Suárez        | Grêmio            |

### 2024
| Equipa Ideal 2024 | Equipa Ideal 2024      | Equipa Ideal 2024               |
| Pos.              | Futebolista            | Equipa                          |
| ----------------- | ---------------------- | ------------------------------- |
| GOL               | John Victor            | Botafogo                        |
| DEF               | Gastón Martirena       | Racing Club                     |
| DEF               | Rodrigo Battaglia      | Atlético Mineiro                |
| DEF               | Alexander Barboza      | Botafogo                        |
| DEF               | Alex Telles            | Al-Nassr Football Club Botafogo |
| MED               | Leo Fernández          | Peñarol                         |
| MED               | Marlon Freitas         | Botafogo                        |
| MED               | Thiago Almada          | Atlanta United Botafogo         |
| MED               | Juan Fernando Quintero | Racing Club                     |
| MED               | Jefferson Savarino     | Botafogo                        |
| ATA               | Luiz Henrique          | Botafogo                        |

## Recordes

### Jogadores com mais nominações
| Jogador              | Nominações | Anos                                     |
| -------------------- | ---------- | ---------------------------------------- |
| Francisco Arce       | 7          | 1996, 1997, 1998, 1999, 2000, 2001, 2002 |
| José Luis Chilavert  | 6          | 1994, 1995, 1996, 1997, 1998, 1999       |
| Juan Román Riquelme  | 6          | 1999, 2000, 2001, 2007, 2008, 2011       |
| Carlos Gamarra       | 5          | 1995, 1996, 1998, 2000, 2005             |
| Juan Sebastián Verón | 5          | 2006, 2007, 2008, 2009, 2010             |
| Carlos Tevez         | 5          | 2003, 2004, 2005, 2015, 2016             |
| Cafú                 | 4          | 1992, 1993, 1994, 1995                   |
| Carlos Valderrama    | 4          | 1987, 1990, 1993, 1996                   |
| Enzo Francescoli     | 4          | 1994, 1995, 1996, 1997                   |
| Andrés D'Alessandro  | 4          | 2001, 2002, 2008, 2010                   |
| Neymar               | 4          | 2010, 2011, 2012, 2013                   |
| Gustavo Gómez        | 4          | 2020, 2021, 2022, 2023                   |

### Equipas com mais nominações numa edição
| Equipa            | Jogadores | Anos                   |
| ----------------- | --------- | ---------------------- |
| Atlético Nacional | 7         | 2016                   |
| Botafogo          | 7         | 2024                   |
| River Plate       | 6         | 2015                   |
| Flamengo          | 6         | 2019                   |
| River Plate       | 5         | 1986, 1996, 1997, 2018 |
| Boca Juniors      | 5         | 2000, 2003             |
| Peñarol           | 5         | 1987                   |
| Flamengo          | 5         | 2022                   |

## Nominações por clubes
| Equipa | Nominações | Última nominacion |
| --- | ---------- | ----------------- |
| River Plate | 71         | 2023              |
| Boca Juniors | 56         | 2023              |
| Palmeiras | 26         | 2023              |
| Flamengo | 21         | 2022              |
| São Paulo | 15         | 2006              |
| Santos | 15         | 2020              |
| Atlético Nacional | 14         | 2016              |
| Independiente | 12         | 2017              |
| SC Internacional | 12         | 2023              |
| Grêmio | 12         | 2023              |
| Nacional | 11         | 2009              |
| Vélez Sarsfield | 11         | 2010              |
| Botafogo | 11         | 2024              |
| Atlético Mineiro | 10         | 2024              |
| Vasco da Gama | 9          | 2001              |
| Corinthians | 9          | 2012              |
| Universidad de Chile | 9          | 2012              |
| Cruzeiro | 9          | 2013              |
| Peñarol | 9          | 2024              |
| Estudiantes de La Plata | 8          | 2010              |
| Fluminense | 8          | 2023              |
| San Lorenzo | 8          | 2014              |
| Liga de Quito | 7          | 2011              |
| Olimpia | 7          | 2013              |
| Newell's Old Boys | 6          | 2013              |
| América*** | 5          | 2012              |
| Lanús | 5          | 2017              |
| Racing Club | 5          | 2024              |
| América de Cali | 4          | 1995              |
| Colo-Colo | 4          | 2006              |
| Toluca*** | 4          | 2007              |
| Emelec | 3          | 2015              |
| Necaxa*** | 3          | 1998              |
| Universidad Católica | 3          | 2009              |
| Cerro Porteño | 2          | 1993              |
| Deportivo Cali | 2          | 1996              |
| Danubio | 2          | 2003              |
| Internazionale* | 2          | 2006              |
| Sporting Cristal | 2          | 2012              |
| Argentinos Juniors | 2          | 2014              |
| Juventus* | 2          | 2015              |
| Tigres UANL*** | 2          | 2015              |
| Independiente Santa Fe | 2          | 2016              |
| Atlético Madrid* | 2          | 2019              |
| Independiente del Valle | 2          | 2022              |
| Racing Club* | 1          | 1987              |
| Junior de Barranquilla | 1          | 1993              |
| Logroñés* | 1          | 1988              |
| Millonarios | 1          | 1988              |
| Deportivo Quito | 1          | 1989              |
| AS Mónaco* | 1          | 1991              |
| Toulouse FC* | 1          | 1992              |
| Sevilla FC* | 1          | 1993              |
| Bolivar | 1          | 1993              |
| Independiente Medellín | 1          | 1993              |
| Mandiyú | 1          | 1993              |
| Torino FC* | 1          | 1994              |
| Real Zaragoza* | 1          | 1995              |
| EC Juventude | 1          | 1995              |
| Tampa Bay Mutiny** | 1          | 1996              |
| SL Benfica* | 1          | 1997              |
| Once Caldas | 1          | 2004              |
| Banfield | 1          | 2005              |
| Audax Italiano | 1          | 2007              |
| Monterrey*** | 1          | 2009              |
| PSV Eindhoven* | 1          | 2009              |
| Tijuana*** | 1          | 2011              |
| Hamburg SV* | 1          | 2012              |
| Shakthar Donetsk* | 1          | 2013              |
| FC Barcelona* | 1          | 2013              |
| Lazio* | 1          | 2014              |
| Montreal Impact** | 1          | 2014              |
| Puebla*** | 1          | 2014              |
| Cortuluá | 1          | 2016              |
| FC Bayern* | 1          | 2019              |
| Barcelona SC | 1          | 2021              |
| Athletico Paranaense | 1          | 2022              |
| Manchester City* | 1          | 2022              |
| Atlanta United | 1          | 2024              |
| Al-Nassr Football Club | 1          | 2024              |
| Nota: Alguns jogadores disputaram partidas por mais de um time ao longo do ano; a indicação para todos os clubes está incluída na lista. (*) Clube Europeo (**) Clube norteamericano (***) Clube mexicano na competição da Conmebol |            |                   |

## Nominações por países
| País      | Nominações |
| --------- | ---------- |
| Argentina | 174        |
| Brasil    | 102        |
| Uruguay   | 51         |
| Colombia  | 43         |
| Paraguay  | 42         |
| Chile     | 18         |
| Ecuador   | 13         |
| Perú      | 5          |
| Venezuela | 4          |
| México    | 2          |
| Bolívia   | 1          |
| Canadá    | 1          |
| Panamá    | 1          |